# Силани
Сила́ни, наси́чені кремнево́дні — ряд насичених сполук кремнію та водню загальної формули SinH2n+2. За своїми фізичними і хімічними властивостями силани схожі на алкани; також вони можуть утворювати лінійні та розгалужені ізомери.

## Фізичні властивості

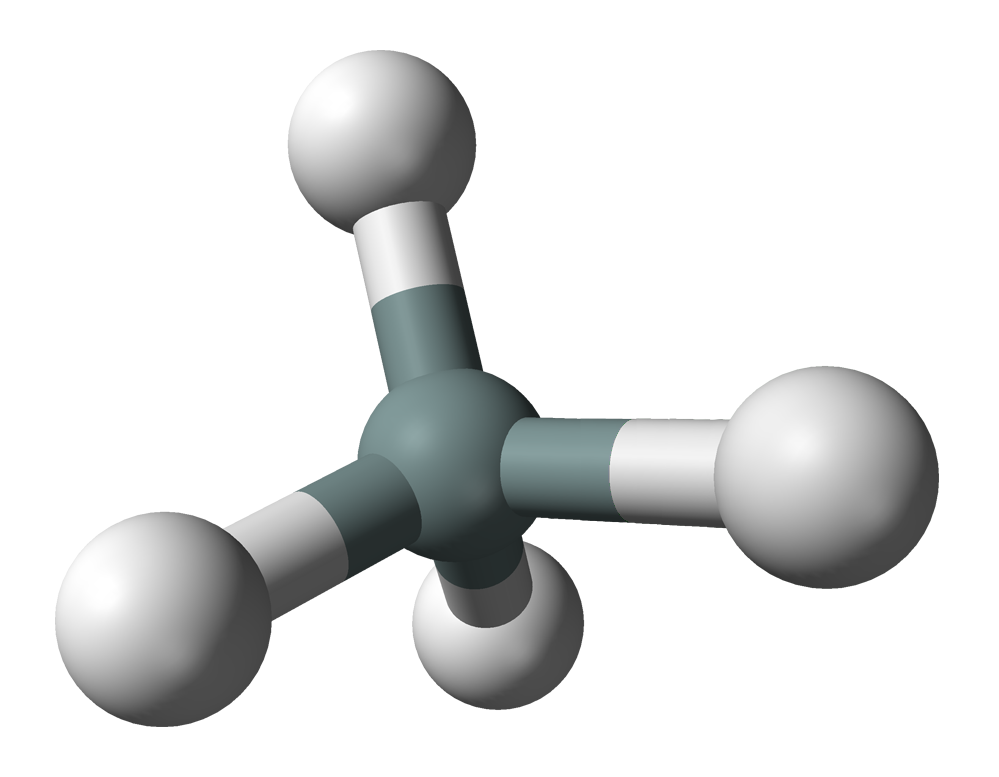
Моносилан

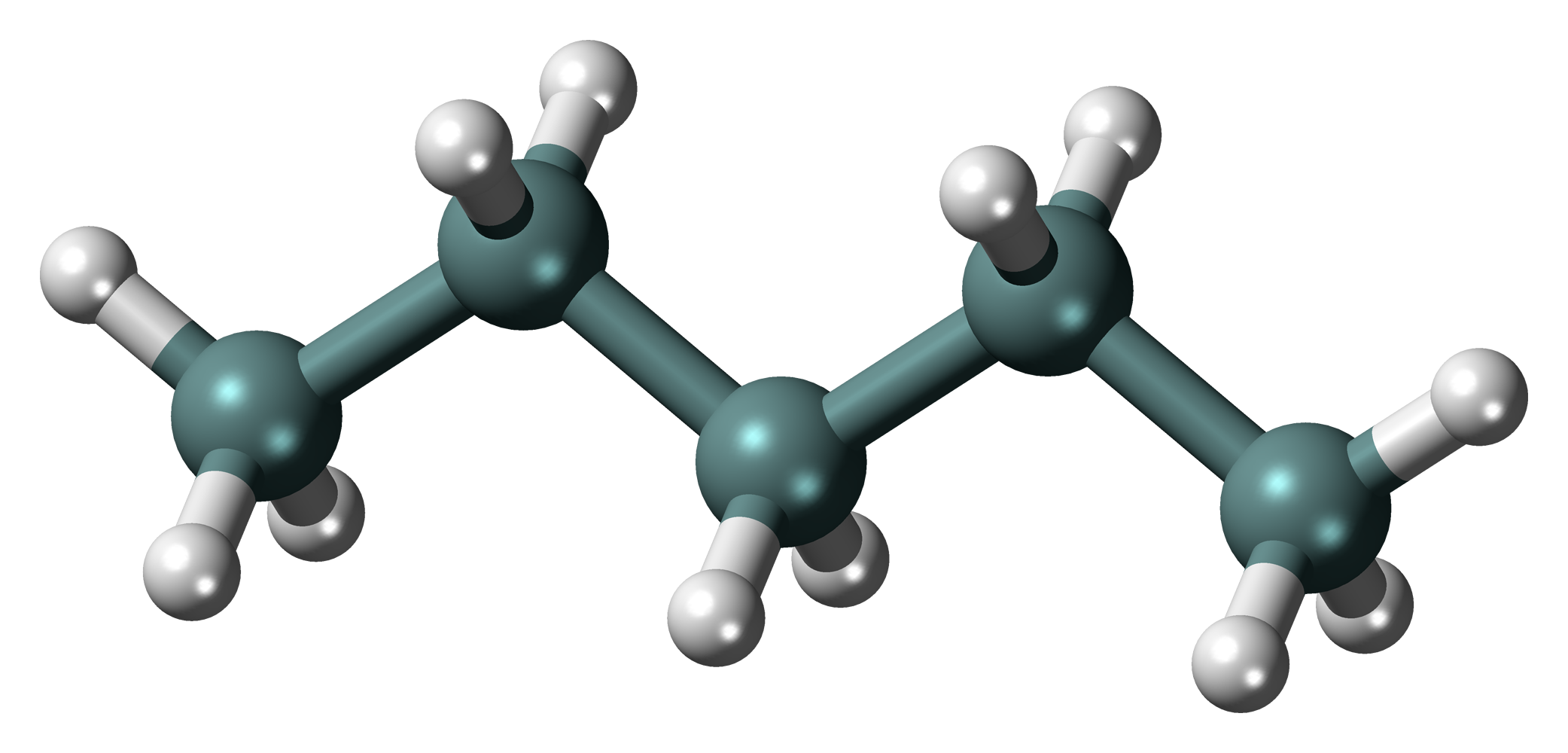
Пентасилан

Подібно до алканів силани змінюють свій агрегатний стан із збільшенням довжини ланцюга. Перші два члени ряду — моносилан та дисилан — газоподібні речовини, а наступні представники — леткі рідини.
| Сполука    | Формула | Tпл,°C | Tкип,°C | Густина, г/см³ | Mr, г/моль | Ізомери |
| ---------- | ------- | ------ | ------- | -------------- | ---------- | ------- |
| Моносилан  | SiH4    | −184,7 | −112,1  | 0,00135        | 32,12      | 1       |
| Дисилан    | Si2H6   | −129,4 | −14,8   | 0,00266        | 62,22      | 1       |
| Трисилан   | Si3H8   | −116,9 | 52,9    | 0,739          | 92,3200    | 1       |
| Тетрасилан | Si4H10  | −91,6  | 108,4   | 0,795          | 122,4214   | 2       |
| Пентасилан | Si5H12  | −72,2  | 153,2   | 0,827          | 152,5228   | 3       |
| Гексасилан | Si6H14  | −44,7  | 193,6   | 0,847          | 182,6242   | 5       |
| Гептасилан | Si7H16  | −30,1  | 226,8   | 0,859          | 212,7255   | 9       |

## Отримання
Сполуки ряду силанів впершу були отримані Фрідріхом Велером у 1857 році при розчиненні алюмінію з домішками кремнію у хлоридній кислоті. Для цієї реакції можна використовувати також і силіцид магнію, який добувають спалюванням суміші металічного магнію з кварцовим піском:
{\displaystyle \mathrm {4Mg+SiO_{2}{\xrightarrow {t}}\ Mg_{2}Si+2MgO\!} }
{\displaystyle \mathrm {Mg_{2}Si+4HCl\rightarrow SiH_{4}+2MgCl_{2}\!} }
В результаті обробки силіциду магнію концентрованою фосфатною кислотою утворюється суміш силанів:
{\displaystyle \mathrm {Mg_{2}Si+H_{3}PO_{4}\rightarrow Si_{n}H_{2n+2}+Mg_{3}PO_{4}\!} }
З такої суміш Альфредом Штоком були виділені перші чотири представники. Саме за його пропозицією силани отримали нинішні назви.

## Хімічні властивості
Силани легко окиснюються на повітрі та розкладаються при контакті з гарячою водою (із холодною водою силани не взаємодіють) і лугами:
{\displaystyle \mathrm {2Si_{2}H_{6}+7O_{2}\rightarrow 4SiO_{2}+6H_{2}O\!} }
{\displaystyle \mathrm {SiH_{4}+2H_{2}O{\xrightarrow {hot\ water}}\ SiO_{2}+4H_{2}\!} }
{\displaystyle \mathrm {Si_{2}H_{6}+8NaOH_{(conc.)}\rightarrow 2Na_{4}SiO_{4}+7H_{2}\!} }
Вони проявляють відновні властивості:
{\displaystyle \mathrm {3Si_{2}H_{6}+14KMnO_{4}\rightarrow 6SiO_{2}+14MnO_{2}+14KOH+2H_{2}O\!} }

## Застосування
Силани використовуються здебільшого як проміжні сполуки в синтезах чистого кремнію, кремнійорганічних сполук.